# Osmonds Ltd.
Osmonds Ltd., zuvor Osmond Cycle Company Ltd., war ein britischer Hersteller von Fahrrädern, Motorrädern und Automobilen.

## Unternehmensgeschichte
Osmond Cycle Company Ltd. wurde 1897 in Birmingham zur Produktion von Fahrrädern gegründet. Zwischen 1899 und 1900 entstanden Automobile. Der Markenname lautete Osmond. 1902 begann die Motorradproduktion. Am 31. Juli 1903 erfolgte die Umfirmierung in Osmonds Ltd. 1925 endete die Produktion.

## Automobile
Das einzige Modell war ein vierrädriges Vehikel, das Quadricycle genannt wurde, allerdings nicht der Definition eines Quadricycles entsprach. Zwei Fahrradsättel waren nebeneinander montiert. Gelenkt wurde mit einem breiten Lenker. Ein Einzylindermotor trieb die Hinterräder an.